# Zollernia kanukuensis
Zollernia kanukuensis är en ärtväxtart som beskrevs av John Macqueen Cowan. Zollernia kanukuensis ingår i släktet Zollernia och familjen ärtväxter. Inga underarter finns listade i Catalogue of Life.